# خانه شیطان (فیلم ۱۸۹۶)
خانه شیطان (انگلیسی: The House of the Devil) فیلمی صامت و کوتاه در ژانر ترسناک و کمدی به کارگردانی ژرژ ملی‌یس و محصول سینمای فرانسه است که در سال ۱۸۹۶ منتشر شد. این فیلم یکی از اولین فیلم‌های ترسناک تاریخ سینمای جهان به‌حساب می‌آید. بازسازی این فیلم با عنوان قلعه اشباح در سال ۱۸۹۷ منتشر شده‌است.
گمان می‌رفت این فیلم یک فیلم گمشده است تا اینکه در سال ۱۹۸۸ نسخه‌ای از آن در آرشیو فیلم نیوزیلند یافت شد.

## داستان فیلم
داستان فیلم دربارهٔ مردی است که وارد یک قلعه وحشتناک می‌شود و به تکرار توسط ارواح داخل قلعه مسخره و مچل می‌شود.